# Aku no Hana (canção)
"Aku no Hana" (悪の華) é o terceiro single da banda japonesa de rock Buck-Tick, lançado em 24 de janeiro de 1990 pela Victor Entertainment. A faixa principal, "Aku No Hana", faz parte do álbum de mesmo nome e a imagem de capa é a mesma. "Under the Moon Light" é a unica canção da banda em que a letra foi escrita pelo baixista Yutaka Higuchi.

## Desempenho comercial
Aku no Hana é o single de maior sucesso do Buck-Tick, alcançando a primeira posição na Oricon Singles Chart e vendendo 104,470 cópias na primeira semana.
Em uma pesquisa conduzida pelo website Netorabo (ねとらぼ), "Aku no Hana" foi a canção do Buck-Tick mais votada como favorita.

## Faixas
Todas as músicas compostas por Hisashi Imai.
| N.º            | Título                 | Letras          | Duração |  |
| 1.             | "Aku no Hana" (悪の華) | Atsushi Sakurai | 4:14    |  |
| 2.             | "Under the Moon Light" | Yutaka Higuchi  | 3:40    |  |
| Duração total: | Duração total:         | Duração total:  | 7:55    |  |

## Ficha técnica
- Atsushi Sakurai – vocal
- Hisashi Imai – guitarra solo
- Hidehiko "Hide" Hoshino – guitarra rítmica
- Yutaka "U-ta" Higuchi – baixo
- Yagami Toll – bateria